# Julien Bergé
Pour les articles homonymes, voir Bergé.
François Joseph Julien Bergé, né le 31 janvier 1876 à Tirlemont et mort le 21 janvier 1933 à Bruges, est un scientifique et industriel belge, connu pour son apport scientifique et technique à l'industrie sucrière,,,,,, ,,,,.

## Biographie

### Formation scolaire et universitaire
Julien Bergé fait ses études secondaires au collège communal de Tirlemont où il remporte les premières places. En 1893, il s'inscrit à la Faculté des sciences physiques et mathématiques de l'Université libre de Bruxelles, où il conquiert, en 1896, le diplôme de docteur en sciences physiques et mathématiques avec la plus grande distinction,,.
Ses professeurs lui proposent alors de faire carrière à l'université, tandis que Lucien Beauduin lui suggère d'entrer dans l'industrie. Il est présenté à Victor Beauduin qui le convainc de travailler à la Raffinerie tirlemontoise, dont la direction l'envoie, pendant deux ans, compléter sa formation par des études de chimie à l'Université de Liège,,.

### Carrière scientifique et industrielle

#### Raffinerie tirlemontoise
En 1898, il entre définitivement à la Raffinerie tirlemontoise. D'abord attaché au laboratoire, il reçoit la mission d'étudier spécialement le procédé d'électrolyse des jus que cette dernière envisage d'acquérir aux usines Say. Ses conclusions sont défavorables à l'application industrielle de cette méthode.
En  1903, il devient chef de fabrication. Il voyage et visite les raffineries importantes d'Europe et d'Amérique, ainsi que les instituts scientifiques. Ses études le font entrer en contact avec d'autres scientifiques. Ainsi, il étudie avec Paul Kestner (1864-1936) l'évaporation sous pression et, grâce à lui, en 1910, la première évaporation complète sous pression d'Europe est installée à la Raffinerie tirlemontoise. Ses études sur la vapeur et le charbon aboutissent à la création d'une chaufferie modèle. Il devient aussi le collaborateur de Karl Emanuel Steffen (1851-1927) et de Raymond Raeymaeckers (1855-1924) et poursuit leurs recherches sur l'application industrielle des méthodes de diffusion. Il met au point un procédé de séparation du sucre de la mélasse et travaille également sur la carbonatation des jus,,,,,.
En 1914, il est nommé directeur. Après la guerre 1914-1918, ses préoccupations visent à moderniser la Raffinerie tirlemontoise, car il a pu voir l'incidence de cette modernisation sur les progrès de la concurrence. Dans ce but, il crée autour de lui un noyau de jeunes ingénieurs et de docteurs en sciences. Il collabore également à l'internationalisation des activités, en Bulgarie, en France, en Italie et en Roumanie,,.
En 1924, il est nommé directeur général. Il s'intéresse aux questions administratives et commerciales, et devient ainsi un membre actif de tous les groupements de l'industrie sucrière belge. Parlant couramment plusieurs langues, il devient aussi le collaborateur de Lucien Beauduin au Conseil international des Sucres,,,,,.
A la fin de sa vie, déchargé de la direction effective de l'usine, il s'occupe plus spécialement de deux questions : le turbinage des sucres à grande vitesse et surtout la diffusion continue dont il met au point un procédé auquel son nom reste attaché. Ces travaux mettent la Raffinerie tirlemontoise à la tête des progrès réalisés, à l'époque, dans l'industrie sucrière,,,.

#### Institut belge pour l'amélioration de la betterave
Voyant les progrès que réalise la canne à sucre, qui semble devenir menaçante pour la betterave, il décide d'étudier scientifiquement l'amélioration de celle-ci et crée, avec Lucien Beauduin, l'Institut belge pour l'amélioration de la betterave, dont il devient l'administrateur délégué.
Voulant profiter de l'expérience déjà acquise en cette matière, il réunit en un groupement international les instituts européens et américains qui étudient cette question et devient président de cette Fédération internationale des instituts scientifiques pour l'amélioration de la betterave sucrière,,,,,,,,.

#### Citrique belge
En 1916, par l'entremise de Victor Grégoire et Philibert Biourge, tous deux professeurs à l'Université catholique de Louvain, Julien Bergé entre en contact avec Alphonse Cappuyns, qui effectue des recherches en vue de produire de l'acide citrique en faisant fermenter du sucre. Il le convainc de venir poursuivre ses recherches à Tirlemont où il met un laboratoire à sa disposition. Au vu de premiers résultats prometteurs, l'entreprise « Les Produits Organiques de Tirlemont » est fondée en 1919.
Cependant, les premières productions sont très réduites. Malgré quelques améliorations, ce nouveau procédé de fermentation ne peut pas rivaliser avec l'industrie de raffinage du citron, essentiellement basée en Italie. En mars 1925, Julien Bergé écrit à Lucien Beauduin que l'entreprise n'est pas viable et doit être liquidée le plus rapidement possible. En octobre 1925, l'entreprise cesse ses activités de production.
En dépit de ce revers, Alphonse Cappuyns continue à croire à la réussite de son approche et reprend ses travaux de recherche à titre personnel. En utilisant un nouveau micro-organisme, l'aspergillus niger, il atteint un rendement de production nettement supérieur. Après discussion avec les actionnaires de l'entreprise, Julien Bergé l'autorise, dès mars 1926, à reprendre les recherches, sous la supervision de Pierre Bruylants (1885-1950), professeur à l'Université catholique de Louvain. En avril 1926, de nouveaux essais à l'échelle industrielle sont menés avec succès. En conséquence, la liquidation de l'entreprise est arrêtée. La production augmente et, en 1928, l'entreprise devient bénéficiaire.
Ce succès inquiète les fabricants italiens d'acide citrique. En septembre 1928, une délégation italienne se rend à Tirlemont. Julien Bergé comprend de ses interlocuteurs italiens qu'ils pourraient bien imiter le procédé belge puisque aucun brevet n'a été déposé. Il fait rapport de ces discussions aux actionnaires de l'entreprise et propose de trouver un compromis avec les italiens. Le 10 avril 1929, une co-entreprise belgo-italienne dans laquelle chaque groupe détient 50% des actions est constituée : La Citrique Belge, dont Julien Bergé devient administrateur délégué et vice-président du conseil d'administration,,.

#### Mandats d'administrateurs[2]
- Président du conseil d'administration de la SA Sucrerie de Warneton à Furnes.
- Président du conseil d'administration de la SA Sucreries du Hainaut à Grandglise.
- Président du conseil d'administration de la SA Sucrerie de Barry-Maulde.
- Vice-président du conseil d'administration et administrateur délégué de la SA Citrique Belge à Tirlemont.
- Administrateur de la SA Société Générale des Sucreries et Raffineries en Roumanie.
- Administrateur de la SA Sucrerie et Raffinerie de Pontelongo.
- Administrateur de la SA Sucrerie et Raffinerie de Roustchouk.
- Administrateur de la SA Sucreries et Raffineries d'Erstein.
- Administrateur de la SA Produits Organiques de Tirlemont.
- Administrateur de la SA  Ateliers de Construction de J.J. Gilain à Tirlemont.
- Administrateur de la SA Etablissements Vincentelli à Anvers.
- Administrateur de la SA Habitations à Bon-Marché La Fraternité à Tirlemont.

#### Mandats institutionnels scientifiques[2],[3]
- Président de la Fédération internationale des Instituts scientifiques pour l'amélioration de la betterave sucrière.
- Administrateur délégué de l'Institut belge pour l'amélioration de la betterave.
- Président de la Commission de Chimie appliquée au Fonds National de la Recherche Scientifique.
- Vice-président de la Société Chimique de Belgique.

### Engagements politiques et associatifs[2],[3]
- Président de la Commission d'assistance publique de Tirlemont.
- Président général de la société mutualiste Help U Zelve à Tirlemont.
- Président honoraire du club Rotary de Tirlemont.

## Publications
- Le problème de l'azote en sucrerie de betterave, Revue universelle des mines, de la métallurgie, des travaux publics, des sciences et des arts appliqués à l'industrie, 1923, pp. 15-18.
- La déféco-carbonatation considérée à la lumière des nouvelles théories chimiques, La Sucrerie belge, 43e année, no 3, 1er avril 1924, pp. 85-92, et no 4, 15 avril 1924, pp. 138-144.
- Le désucrage des mélasses par le nouveau procédé à la chaux Carl Steffen fils, La Sucrerie belge, 46e année, no 1, 1er septembre 1926, pp. 1-10.
- Les anomalies de la cristallisation du sucre (Communication au VIe Congrès de chimie industrielle, Bruxelles 1926), La Sucrerie belge, 46e année, no 11, 1er février 1927, pp. 202-213.
- A propos d'électrolyse des jus sucrés, La Sucrerie belge, 47e année, no 15, 1er avril 1928, pp. 283-285, et no 16, 15 avril 1928, pp. 302-304.
- Procédé pour la désaccharisation des sirops, Chimie & Industrie, no 4673, 14 février 1928.
- La suppression des filtres-presses en sucrerie et la possibilité d'obtenir des écumes pulvérulentes, La Sucrerie belge, 47e année, no 23, 1er août 1928, pp. 444-451, et 48e année, no 4, 15 octobre 1928, pp. 69-70.
- Les sucres bruts et les masses cuites de sucrerie et de raffinerie (Communication au VIIIe Congrès de chimie industrielle, Strasbourg, 1928), La Sucrerie belge, 1928-1929, pp. 337-339.
- La chimie des colloïdes dans ses rapports avec la fabrication de sucre, Bull. Soc. Chim. Belg., tome 38, 1929, pp. 31-46.
- Nouvelles données sur l'épuration calco-carbonique (Communication au Xe Congrès de chimie industrielle, Liège, 1930), La Sucrerie belge, 50e année, no 1, 1er septembre 1930, pp. 38-42.
- Y a-t-il moyen d'améliorer le travail de diffusion, d'obtenir de meilleurs épuisements en même temps qu'un plus faible soutirage ? (Communication au Xe Congrès de chimie industrielle, Liège, 1930), La Sucrerie belge, 50e année, no 1, 1er septembre 1930, pp. 72-79.
- A propos du turbinage à grande vitesse, La Sucrerie belge, 51e année, no 4, 15 octobre 1931, pp. 61-64.

## Famille
Julien Bergé est l'oncle maternel de François Perin, homme politique belge et professeur de droit constitutionnel à l'Université de Liège, fils de Julien et de sa sœur Maria Bergé.

## Distinctions honorifiques[2]
- Chevalier de l'Ordre de Léopold.
- Chevalier de l'ordre de la Couronne.
- Chevalier de l'Ordre de Léopold II avec rayure d'or.

## Hommages
- Rempart Julien Bergé (en néerlandais: Bergévest) à Tirlemont[5].
- Stade Julien Bergé (en néerlandais: Julien Bergéstadion) à Tirlemont.
- Médaille d'hommage à Julien Bergé, réalisée par Paul Dubois[5].
- Prix Julien Bergé, décerné à l'expiration de chaque période triennale par la Société technique et chimique de Sucrerie de Belgique à l'auteur du meilleur travail original et inédit de science ou technique concernant l'industrie du sucre de betterave.